# Tokoh
Tokoh is een bestuurslaag in het regentschap Aceh Barat Daya van de provincie Atjeh, Indonesië. Tokoh telt 509 inwoners (volkstelling 2010).